# Ulica Brzozowa w Krakowie
Ulica Brzozowa – ulica w Krakowie, w dzielnicy I Stare Miasto, na Kazimierzu, pomiędzy ulicą Miodową a ulicą J. Dietla.
Obecną nazwę otrzymała w 1890 roku. 
Wcześniej była polną drogą, która prowadziła od ulicy Jakuba na Kazimierzu do koryta Starej Wisły. Już w średniowieczu istniała w tym miejscu droga łącząca wieś Bawół z Krakowem.
- ul. Brzozowa 1 (ul. J. Dietla 67) – kamienica, proj. Karol Knaus, 1890. Obecnie[kiedy?] hotel.
- ul. Brzozowa 2 (ul. J. Dietla 69) – kamienica, proj. Zygmunt Luks, 1890.
- ul. Brzozowa 3–5 – budynek dawnego Gimnazjum Hebrajskiego im. Chaima Hilfsteina, proj. Henryk Lamensdorf, 1917.
- ul. Brzozowa 6 – w oficynie kamienicy znajduje się Synagoga Deichesa.
- ul. Brzozowa 7 – kamienica, 1925.
- ul. Brzozowa 8 – kamienica, proj. Leopold Tlachna, 1909.
- ul. Brzozowa 9 – kamienica, 1898–1899.
- ul. Brzozowa 11 – kamienica, proj. Henryk Lamensdorf, 1911.
- ul. Brzozowa 12 (ul. Berka Joselewicza 1) – kamienica, proj. Beniamin Torbe, 1907.
- ul. Brzozowa 13 – kamienica, proj. Henryk Lamensdorf, 1912.
- ul. Brzozowa 14 – kamienica, proj. Henryk Lamensdorf, 1905.
- ul. Brzozowa 15 – kamienica, proj. Henryk Lamensdorf, 1912.
- ul. Brzozowa 16 – kamienica, proj. Aleksander Biborski, 1899.
- ul. Brzozowa 17 (ul. Miodowa 28a) – kamienica, proj. Jozue Oberleder, 1922.
- ul. Brzozowa 18 – kamienica, 1896.
- ul. Brzozowa 20–22 (ul. Miodowa 30) – kamienica, proj. Ludwik Gutman, 1910.

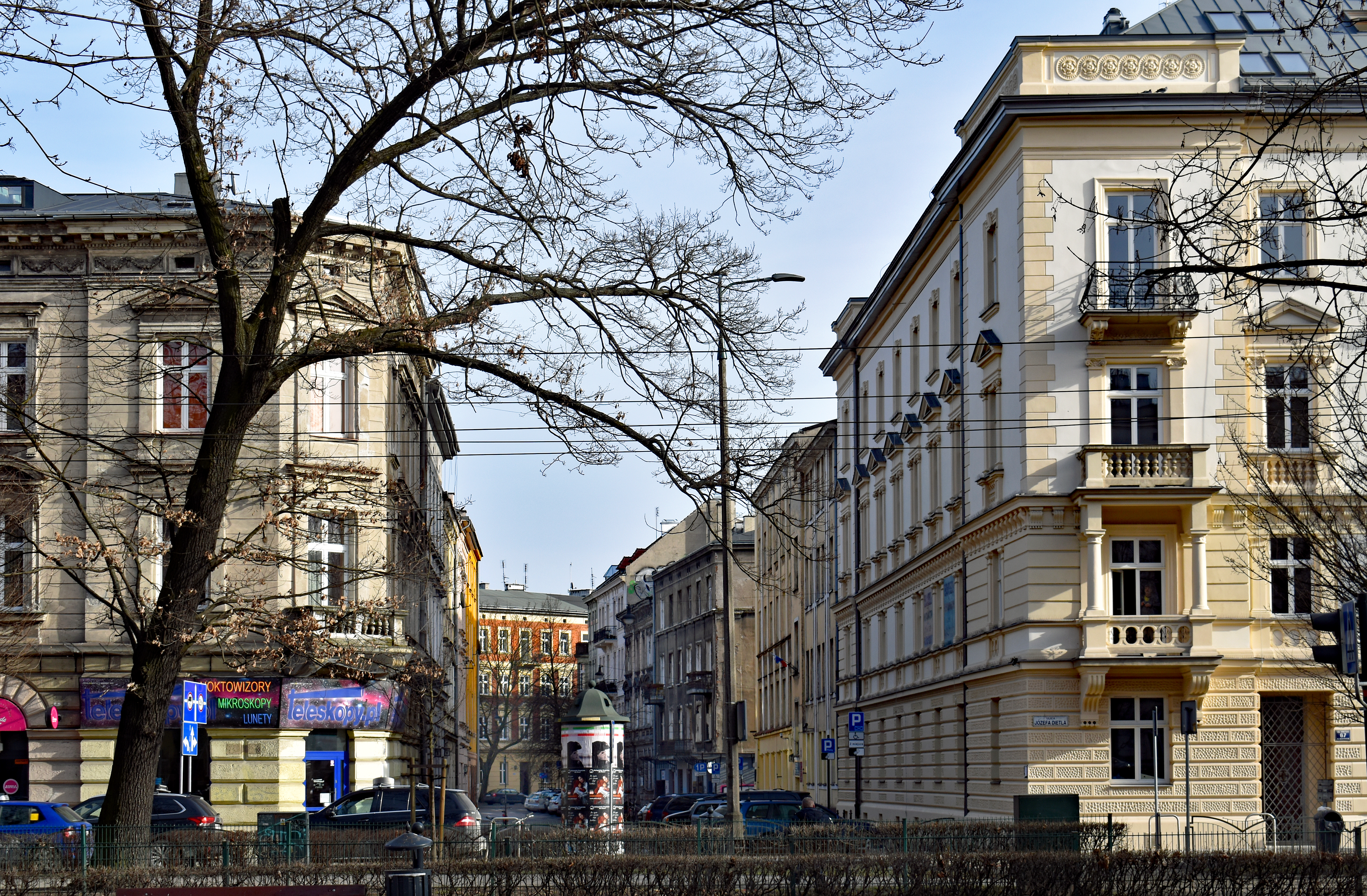
Ulica widziana z zachodu, z ulicy Dietla
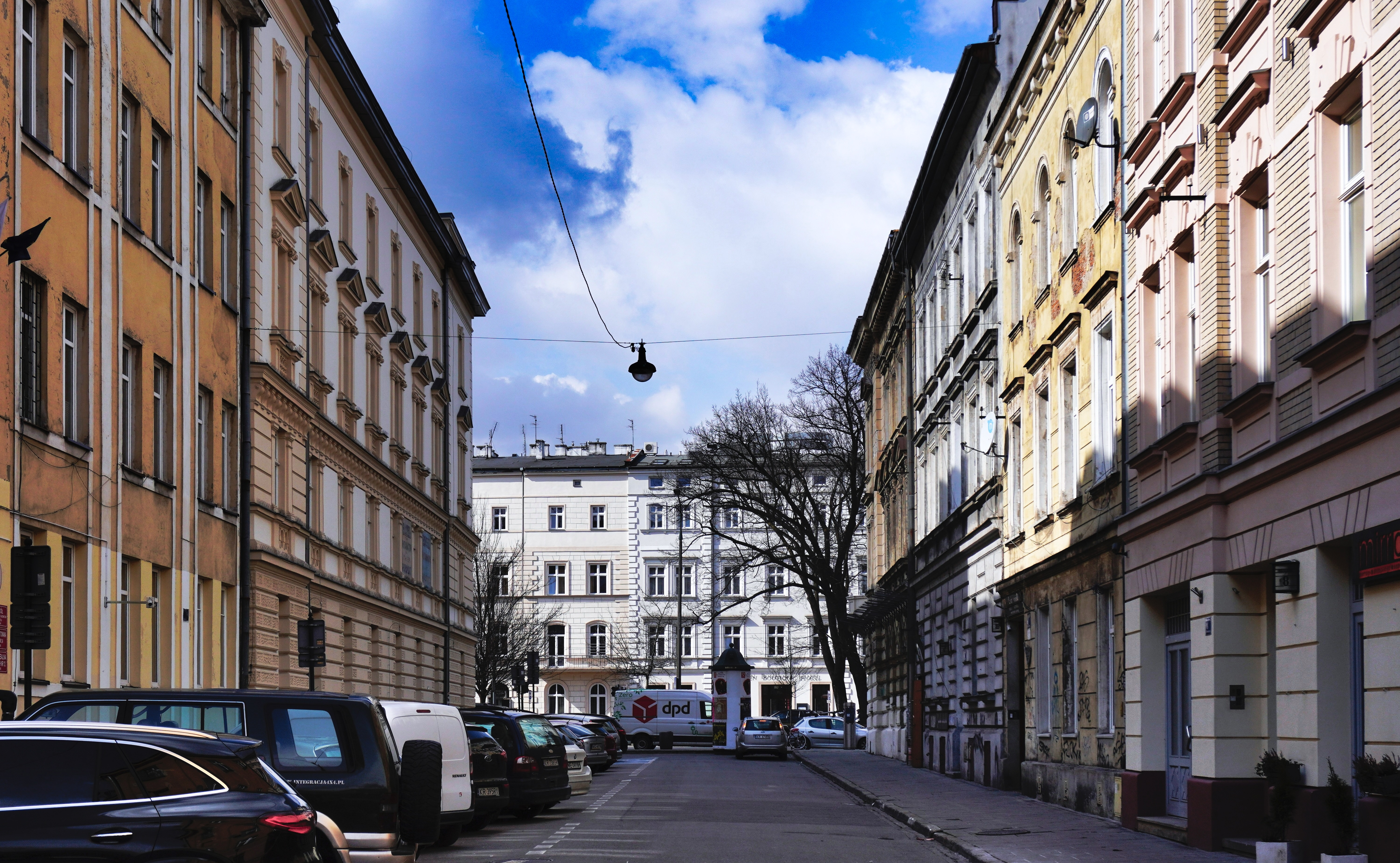
Widok od skrzyżowania z ul. Podbrzezie na północny zachód
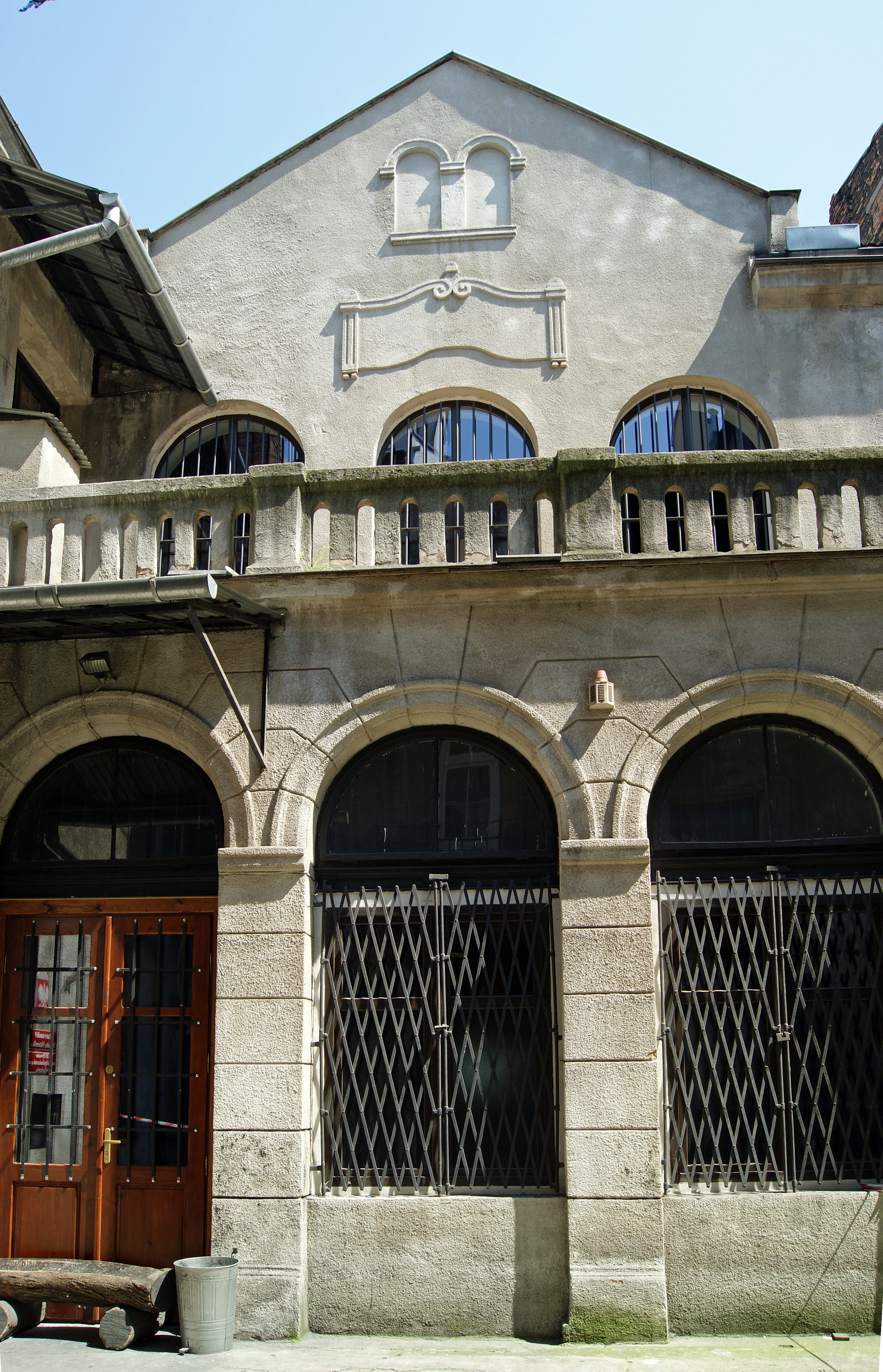
ul. Brzozowa 6 (oficyna) Synagoga Deichesa (proj. Henryk Lamensdorf, 1910)
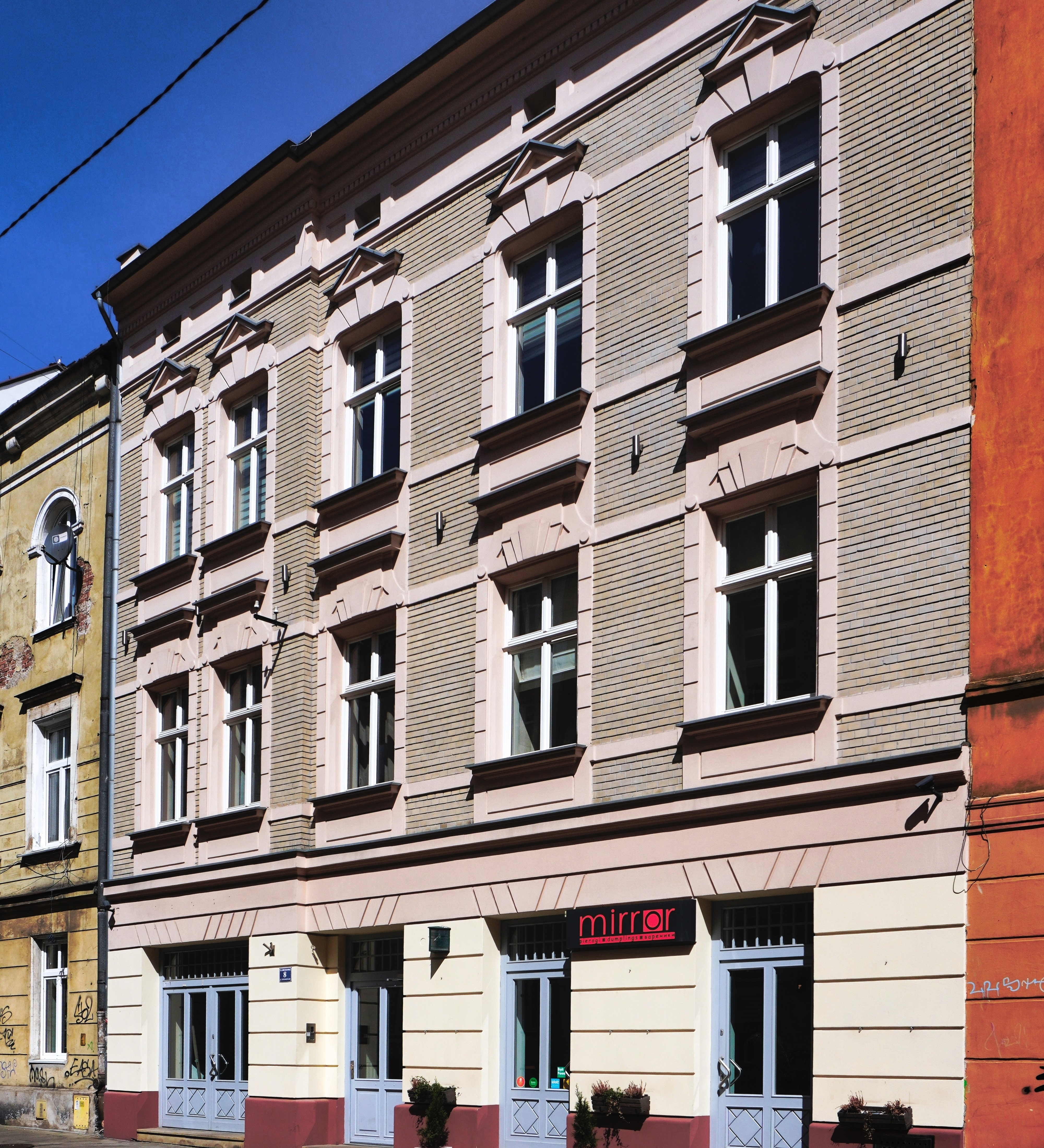
ul. Brzozowa 8 Kamienica (proj. Leopold Tlachna, 1909)
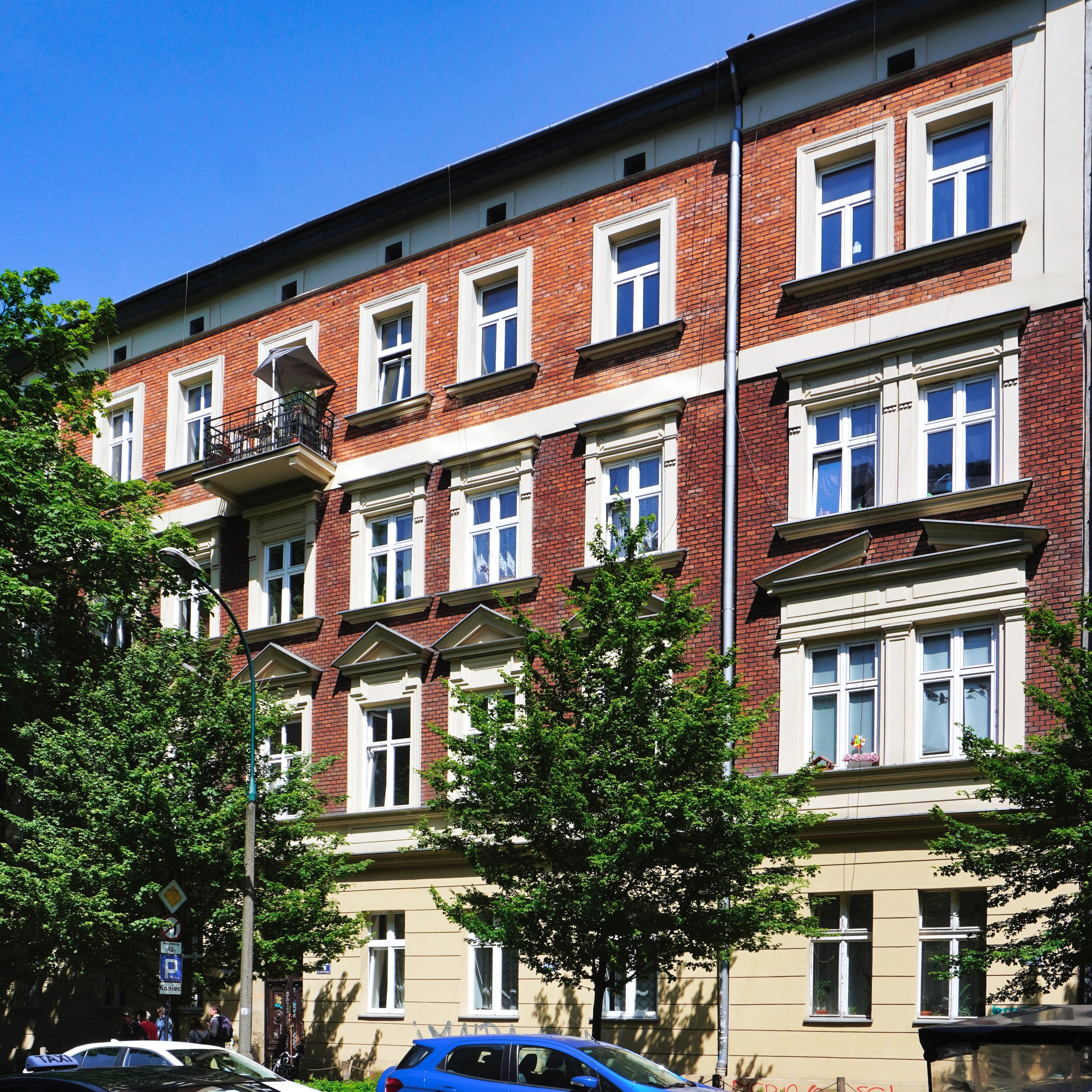
ul. Brzozowa 18 Kamienica (1896)